# Darzi Āb
Darzi Āb es una ciudad de Afganistán, también conocida como Darzi Aab o Darzab.
Pertenece a la provincia de Jawzjān. Su población estimada es de 10.634 habitantes (2007). 
Su ubicación geográfica está en las coordenadas 35º 98' norte y 65º 40' este.